# Challenger de Biena 2023
El torneo Challenger Biel/Bienne 2023, denominado por razones de patrocinio FlowBank Challenger Biel/Bienne fue un torneo de tenis perteneció al ATP Challenger Tour 2023 en la categoría Challenger 100. Se trató de la 3ª edición; el torneo tuvo lugar en la ciudad de Biena (Suiza), desde el 20 hasta el 26 de marzo de 2023 sobre pista dura bajo techo.

## Jugadores participantes del cuadro de individuales
| Favorito | País                       | Jugador             | Rank1 | Posición en el torneo |
| -------- | -------------------------- | ------------------- | ----- | --------------------- |
| 1        | Bandera de Suiza           | Dominic Stricker    | 126   | Segunda ronda         |
| 2        | Bandera de Austria         | Jurij Rodionov      | 131   | CAMPEÓN               |
| 3        | Bandera de Eslovaquia      | Norbert Gombos      | 133   | Cuartos de final      |
| 4        | Bandera del Reino Unido    | Liam Broady         | 142   | FINAL                 |
| 5        | Bandera de Finlandia       | Otto Virtanen       | 170   | Cuartos de final      |
| 6        | Bandera de República Checa | Zdeněk Kolář        | 178   | Primera ronda         |
| 7        | Bandera de Suiza           | Alexander Ritschard | 195   | Primera ronda         |
| 8        | Bandera de Canadá          | Gabriel Diallo      | 213   | Cuartos de final      |

- 1 Se ha tomado en cuenta el ranking del 13 de marzo de 2023.

### Otros participantes
Los siguientes jugadores recibieron una invitación (wild card), por lo tanto ingresan directamente al cuadro principal (WC):
- Mika Brunold
- Dylan Dietrich
- Jakub Paul

Los siguientes jugadores ingresan al cuadro principal tras disputar el cuadro clasificatorio (Q):
- Marius Copil
- Daniel Cukierman
- Enrico Dalla Valle
- Francesco Forti
- Kirill Kivattsev
- Neil Oberleitner

## Campeones

### Individual Masculino
- Jurij Rodionov derrotó en la final a  Liam Broady, 6–3, 0–0 ret.

### Dobles Masculino
- Constantin Frantzen /  Hendrik Jebens derrotaron en la final a  Victor Vlad Cornea /  Franko Škugor, 6–2, 6–4